# 球面三角學

球面三角

球面三角學（英語：spherical trigonometry）是球面幾何學的一部分，主要在處理、發現和解釋多邊形 (特別是三角形) 在球面上的角與邊的聯繫和關聯。在天文學上的重要性是用於計算天體軌道和地球表面與太空航行時的天文導航。

## 球面上的線
在球殼的表面，最短的距離是大圓上接近直線的弧線，也就是圓弧的圓心與球殼的球心是同一點。例如：地球上的子午線和赤道都是大圓。所謂行星表面的直線，就是球面上兩點之間最近距離的大圓弧線（如果把自己拘束在球面上的直線上）。
在球面上，由大圓的弧所包圍的區域稱為球面多邊形，但要注意，不同於平面上的情形，在球面上二角形是可能存在的。（兩個弧夾出兩個角的三角形類似物）
這些多邊形的邊長(弧長)，可以利用球心角很方便的來測定，將弧的兩端所對應的球心角乘上半徑便是邊長。要注意的是，這些角都必須用弳度量來量度。.
因此，對一個球面三角形而言，是由他的弧長與球心角來具體描述的，只是弧的長度是用弳度量來標示。
值得注意的是，球面三角形的三個內角的和總是大於180°，但在平面上只有180°。超過180°的數值稱為球面剩餘 {\displaystyle E:E=\alpha +\beta +\gamma -180^{\circ }}，這些結餘給出了球面三角形的面積。確定這個值，球面剩餘必須以弳度量來測定，表面積A依據球面的半徑和球面剩餘來測量：
{\displaystyle A=R^{2}\cdot E}
這是高斯-博內定理，這很明顯的顯示沒有相似的球面三角形(三角形有相同的角，但邊長和面積不同)。而在特殊的情況下，球的半徑為1，則球面三角形的面積{\displaystyle A=E}。
要解球面幾何的問題，要點是能剖析出其中的直角三角形(三個角中有一個是90°)，因為這樣就可以利用納皮爾的多邊形求解。

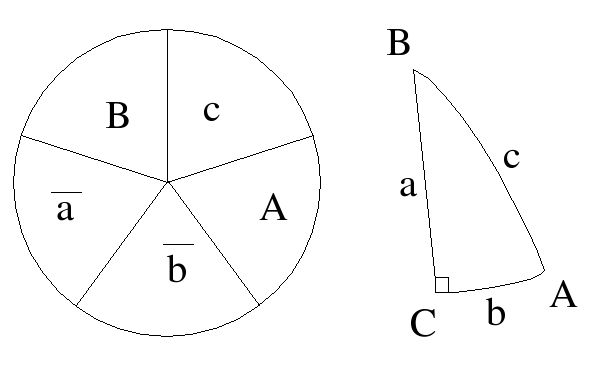
納皮爾的圓周顯示直角三角形的部份關聯性

利用納皮爾多邊形(也稱為納皮爾圓周)的口訣可以很輕易的記住球面直角三角形的所有關聯性： 以他們出現於球面三角形的順序，依照相鄰的邊角關係，依序將三角形的六個角寫在一個圈子內，也就是開始以一個角度開始，然後在它旁邊寫上相鄰的邊的弧角度，繼續再寫下下一個角度，···，最後結束成一個圓。然後刪除90°的角角度并且將它相鄰的弧角度替換成他們補角的數值(與原角弧度之和為90°) (也就是將 {\displaystyle a} 換成 {\displaystyle 90^{\circ }-a})。 現在，這五個數組成了我們需要的納皮爾多邊形(納皮爾圓周)，從這兒，可以得到每個角度的餘弦值等於：
- 相鄰兩角度的餘切的乘積
- 相對兩角度的正弦的乘積

可以參考半正矢(Haversine formula)，能在球面三角上解析弧長與角度，為航海學提供了穩定的模式。

## 恆等式

### 余弦定理
餘弦定理是球面三角学的基本恒等式，球面三角学中的其他恒等式都可以由餘弦定理导出。
{\displaystyle \cos a=\cos b\cos c+\sin b\sin c\cos A,\!}
{\displaystyle \cos b=\cos c\cos a+\sin c\sin a\cos B,\!}
{\displaystyle \cos c=\cos a\cos b+\sin a\sin b\cos C,\!}
当三角形的边长远小于球面半径时，该公式与平面三角的余弦定理近似相等。

### 正弦公式
球面上的正弦定理可表示为：
{\displaystyle {\frac {\sin a}{\sin A}}={\frac {\sin b}{\sin B}}={\frac {\sin c}{\sin C}}.}
当三角形的边长远小于球面半径时，该公式与平面三角的正弦定理近似相等。
更詳盡的公式列表可以點選：此處（页面存档备份，存于）

## 外部連結
- 《基礎幾何學》：球面幾何和球面三角學（页面存档备份，存于）
- Wolfram's mathworld: Spherical Trigonometry（页面存档备份，存于） 更多的公式列表與一些推導
- Wolfram's mathworld: Spherical Triangle（页面存档备份，存于） nice applet
- Spherical Trigonometry — for the use of colleges and schools by I. Todhunter, M.A., F.R.S.  Historical Math Monograph posted by Cornell University Library.
- 关于偏差平面和简单平面的说明书（页面存档备份，存于） 是阿拉伯语的历史可以追溯到1740年谈球面三角学，图的手稿。